# كأس الأمم الإفريقية 1996
كأس الأمم الإفريقية 1996 هي النسخة العشرون من بطولة كأس الأمم الإفريقية، أهم بطولة لكرة القدم في قارة إفريقيا. واستضافتها جنوب إفريقيا، التي عوضت المنظم الأصلي كينيا. تم توسيع دائرة المشاركة لتشمل 16 فريق لأول مرة، حيث قسمت الفرق إلى أربعة مجموعات؛ يتأهل منها أفضل فريقين إلى الدور ربع النهائي. ولكن انسحاب نيجيريا من المنافسات في اللحظة الأخيرة، قلص فرق المجموعة ج إلى ثلاثة فرق فقط ليصبح العدد الإجمالي خمسة عشر. فازت جنوب إفريقيا بأول نسخة في تاريخها بعد تغلبها على تونس في النهائي 2–0.

## المنتخبات المتأهلة
| - الجزائر - أنغولا - بوركينا فاسو - الكاميرون - ساحل العاج - مصر - الغابون - غانا | - ليبيريا - موزمبيق - نيجيريا (حامل اللقب) * - سيراليون - جنوب إفريقيا (المستضيف) - تونس - زائير - زامبيا |

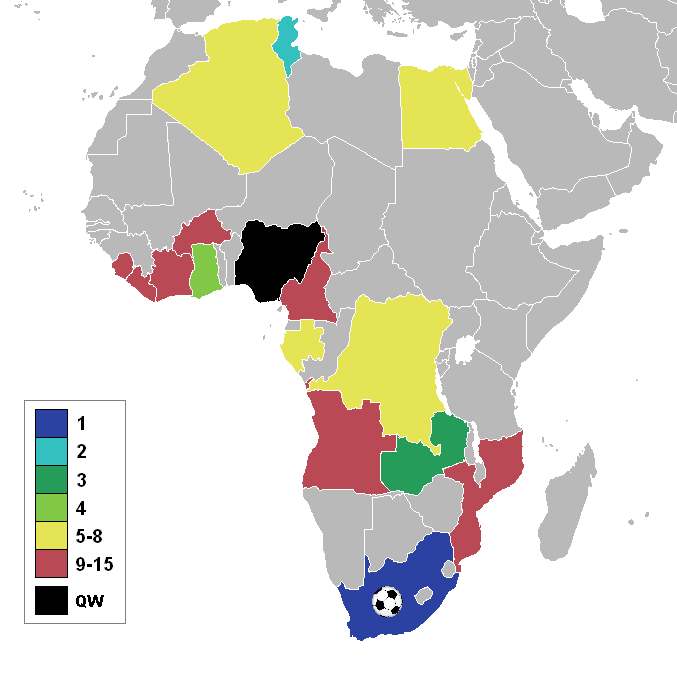
الدول المشاركة

* انسحب منتخب نيجيريا قبيل انطلاق النهائيات. وعرض على غينيا أن تحل مكان نيجيريا في المسابقة، لكنها رفضت بسبب انعدام الوقت من أجل التحضير.

## الملاعب
| جوهانسبرغ               | جوهانسبرغ ديربان بلومفونتين بورت إليزابيثكأس الأمم الإفريقية 1996 (جنوب أفريقيا) | ديربان            |
| ----------------------- | -------------------------------------------------------------------------------- | ----------------- |
| ملعب البنك الوطني الأول | جوهانسبرغ ديربان بلومفونتين بورت إليزابيثكأس الأمم الإفريقية 1996 (جنوب أفريقيا) | ملعب حديقة الملوك |
|                         | جوهانسبرغ ديربان بلومفونتين بورت إليزابيثكأس الأمم الإفريقية 1996 (جنوب أفريقيا) |                   |
| السعة: 80,000           | جوهانسبرغ ديربان بلومفونتين بورت إليزابيثكأس الأمم الإفريقية 1996 (جنوب أفريقيا) | السعة: 52,000     |
| بلومفونتين              | جوهانسبرغ ديربان بلومفونتين بورت إليزابيثكأس الأمم الإفريقية 1996 (جنوب أفريقيا) | بورت إليزابيث     |
| ملعب فري ستيت           | جوهانسبرغ ديربان بلومفونتين بورت إليزابيثكأس الأمم الإفريقية 1996 (جنوب أفريقيا) | ملعب إي بي آر يو  |
|                         | جوهانسبرغ ديربان بلومفونتين بورت إليزابيثكأس الأمم الإفريقية 1996 (جنوب أفريقيا) |                   |
| السعة: 40,000           | جوهانسبرغ ديربان بلومفونتين بورت إليزابيثكأس الأمم الإفريقية 1996 (جنوب أفريقيا) | السعة: 33,852     |

## الدور الأول
يدل اللون الأخضر على تأهل الفريق إلى مرحلة خروج المغلوب.

### المجموعة أ
| فريق         | لعب | ف | ت | خ | له | عليه | ف.أ | نقاط |
| ------------ | --- | - | - | - | -- | ---- | --- | ---- |
| جنوب إفريقيا | 3   | 2 | 0 | 1 | 4  | 1    | +3  | 6    |
| مصر          | 3   | 2 | 0 | 1 | 4  | 3    | +1  | 6    |
| الكاميرون    | 3   | 1 | 1 | 1 | 5  | 7    | −2  | 4    |
| أنغولا       | 3   | 0 | 1 | 2 | 4  | 6    | −2  | 1    |

| جنوب إفريقيا                           | 3–0 | الكاميرون |
| -------------------------------------- | --- | --------- |
| ماسينغا 15' · ويليامز 37' · موشويو 55' |     |           |

| مصر            | 2–1 | أنغولا        |
| -------------- | --- | ------------- |
| الكاس 30'، 33' |     | كوينزينيو 77' |

| الكاميرون                         | 2–1 | مصر      |
| --------------------------------- | --- | -------- |
| أومام-بييك 36' (ركل.) · تشامي 59' |     | ماهر 48' |

| جنوب إفريقيا | 1–0 | أنغولا |
| ------------ | --- | ------ |
| ويليامز 57'  |     |        |

| جنوب إفريقيا | 0–1 | مصر      |
| ------------ | --- | -------- |
|              |     | الكاس 7' |

| أنغولا                                       | 3–3 | الكاميرون                                              |
| -------------------------------------------- | --- | ------------------------------------------------------ |
| جوني 38' (ركل.) · باولاو 57' · كوينزينيو 80' |     | أومام-بييك 25' · موييميه 82' · هيلدر فيسنتي 90' (ه.ذ.) |

### المجموعة ب
| فريق         | لعب | ف | ت | خ | له | عليه | ف.أ | نقاط |
| ------------ | --- | - | - | - | -- | ---- | --- | ---- |
| زامبيا       | 3   | 2 | 1 | 0 | 9  | 1    | +8  | 7    |
| الجزائر      | 3   | 2 | 1 | 0 | 4  | 1    | +3  | 7    |
| سيراليون     | 3   | 1 | 0 | 2 | 2  | 7    | −5  | 3    |
| بوركينا فاسو | 3   | 0 | 0 | 3 | 3  | 9    | −6  | 0    |

| زامبيا | 0–0 | الجزائر |
| ------ | --- | ------- |
|        |     |         |

| سيراليون                   | 2–1 | بوركينا فاسو  |
| -------------------------- | --- | ------------- |
| سيساي 11' · محمد كالون 89' |     | أويدراوغو 74' |

| الجزائر         | 2–0 | سيراليون |
| --------------- | --- | -------- |
| مصابيح 41'، 63' |     |          |

| زامبيا                                                                    | 5–1 | بوركينا فاسو     |
| ------------------------------------------------------------------------- | --- | ---------------- |
| كنيت ماليتولي 18' · كالوشا بواليا 24'، 35' · لوتا 44' · جونسون بواليا 45' |     | يوسف تراوريه 53' |

| الجزائر               | 2–1 | بوركينا فاسو |
| --------------------- | --- | ------------ |
| لونيسي 2' · دزيري 75' |     | زونغو 83'    |

| زامبيا                                          | 4–0 | سيراليون |
| ----------------------------------------------- | --- | -------- |
| كالوشا بواليا 2'، 9'، 84' · موردون ماليتولي 87' |     |          |

### المجموعة ج
| فريق    | لعب | ف | ت | خ | له | عليه | ف.أ | نقاط |
| ------- | --- | - | - | - | -- | ---- | --- | ---- |
| الغابون | 2   | 1 | 0 | 1 | 3  | 2    | +1  | 3    |
| زائير   | 2   | 1 | 0 | 1 | 2  | 2    | 0   | 3    |
| ليبيريا | 2   | 1 | 0 | 1 | 2  | 3    | −1  | 3    |

| الغابون   | 1–2 | ليبيريا                   |
| --------- | --- | ------------------------- |
| نزينغ 59' |     | سيبوي 5' (ركل.) · سار 54' |

| الغابون                        | 2–0 | زائير |
| ------------------------------ | --- | ----- |
| ماكايا 21' (ركل.) · بيكوغو 34' |     |       |

| زائير                        | 2–0 | ليبيريا |
| ---------------------------- | --- | ------- |
| لوكاكو 5' (ركل.) · إسندي 72' |     |         |

أدى انسحاب  نيجيريا إلى إلغاء ثلاث مباريات.
- ×  زائير، 16 يناير 1996
- ×  ليبيريا، 19 يناير 1996
- ×  الغابون، 25 يناير 1996

### المجموعة د
| فريق       | لعب | ف | ت | خ | له | عليه | ف.أ | نقاط |
| ---------- | --- | - | - | - | -- | ---- | --- | ---- |
| غانا       | 3   | 3 | 0 | 0 | 6  | 1    | +5  | 9    |
| تونس       | 3   | 1 | 1 | 1 | 5  | 4    | +1  | 4    |
| ساحل العاج | 3   | 1 | 0 | 2 | 2  | 5    | −3  | 3    |
| موزمبيق    | 3   | 0 | 1 | 2 | 1  | 4    | −3  | 1    |

| غانا                   | 2–0 | ساحل العاج |
| ---------------------- | --- | ---------- |
| ييبواه 20' · بيليه 70' |     |            |

| تونس         | 1–1 | موزمبيق   |
| ------------ | --- | --------- |
| بالرخيصة 24' |     | بوكوان 4' |

| غانا                   | 2–1 | تونس        |
| ---------------------- | --- | ----------- |
| بيليه 50' · أكونور 77' |     | بن يونس 72' |

| ساحل العاج | 1–0 | موزمبيق |
| ---------- | --- | ------- |
| تييهي 32'  |     |         |

| تونس                         | 3–1 | ساحل العاج       |
| ---------------------------- | --- | ---------------- |
| بن يونس 32'، 38' · بلحسن 48' |     | موسى تراوريه 84' |

| غانا                   | 2–0 | موزمبيق |
| ---------------------- | --- | ------- |
| بيليه 42' · أبواغي 68' |     |         |

## مرحلة خروج المغلوب
|  | ربع النهائي              | ربع النهائي       |                      |        | نصف النهائي   | نصف النهائي   |  |  | النهائي              | النهائي |
|  |                          |                   |                      |        |               |               |  |  |                      |         |
|  | 27 يناير - جوهانسبرغ     |                   |                      |        |               |               |  |  |                      |         |
|  |                          |                   |                      |        |               |               |  |  |                      |         |
|  | جنوب إفريقيا             | 2                 |                      |        |               |               |  |  |                      |         |
|  | جنوب إفريقيا             | 2                 | 31 يناير - جوهانسبرغ |        |               |               |  |  |                      |         |
|  | الجزائر                  | 1                 |                      |        |               |               |  |  |                      |         |
|  | الجزائر                  | 1                 | جنوب إفريقيا         | 3      |               |               |  |  |                      |         |
|  | 28 يناير - بورت إليزابيث |                   | جنوب إفريقيا         | 3      |               |               |  |  |                      |         |
|  |                          | غانا              | 0                    |        |               |               |  |  |                      |         |
|  | غانا                     | غانا              | 0                    | 1      |               |               |  |  |                      |         |
|  | غانا                     |                   | 3 فبراير - جوهانسبرغ | 1      |               |               |  |  |                      |         |
|  | زائير                    | 0                 |                      |        |               |               |  |  |                      |         |
|  | زائير                    | 0                 | جنوب إفريقيا         | 2      |               |               |  |  |                      |         |
|  | 27 يناير - بلومفونتين    |                   | جنوب إفريقيا         | 2      |               |               |  |  |                      |         |
|  |                          | تونس              | 0                    |        |               |               |  |  |                      |         |
|  | زامبيا                   | تونس              | 0                    | 3      |               |               |  |  |                      |         |
|  | زامبيا                   | 31 يناير - ديربان |                      | 3      |               |               |  |  |                      |         |
|  | مصر                      | 1                 |                      |        |               |               |  |  |                      |         |
|  | مصر                      | 1                 | زامبيا               | 2      | المركز الثالث | المركز الثالث |  |  |                      |         |
|  | 28 يناير - ديربان        |                   | زامبيا               | 2      | المركز الثالث | المركز الثالث |  |  |                      |         |
|  |                          | تونس              | 4                    |        |               |               |  |  |                      |         |
|  | الغابون                  | تونس              | 4                    | 1 (1)  | غانا          | 0             |  |  |                      |         |
|  | الغابون                  |                   |                      | 1 (1)  | غانا          | 0             |  |  |                      |         |
|  | تونس (ج.)                | 1 (4)             |                      | زامبيا | 1             |               |  |  |                      |         |
|  | تونس (ج.)                | 1 (4)             |                      |        | 1             |               |  |  |                      |         |
|  |                          |                   |                      |        |               |               |  |  | 3 فبراير - جوهانسبرغ |         |
|  |                          |                   |                      |        |               |               |  |  |                      |         |

### ربع النهائي
| جنوب إفريقيا         | 2–1 | الجزائر    |
| -------------------- | --- | ---------- |
| فيش 72' · موشويو 85' |     | لعزيزي 84' |

| زامبيا                             | 3–1 | مصر            |
| ---------------------------------- | --- | -------------- |
| ليتانا 58' · موتالي 65' · لوتا 76' |     | سمير كمونة 43' |

| الغابون                      | 1–1 (ب.و.إ.) | تونس                                  |
| ---------------------------- | ------------ | ------------------------------------- |
| ماكايا 16'                   |              | بية 10'                               |
| ركلات الترجيح                |              |                                       |
| ماكايا · كاسا-نغوما · بيكوغو | 1–4          | السليمي · الفقيه · بن سليمان · الواعر |

| غانا              | 1–0 | زائير |
| ----------------- | --- | ----- |
| أنتوني ييبواه 22' |     |       |

### نصف النهائي
| جنوب إفريقيا                 | 3–0 | غانا |
| ---------------------------- | --- | ---- |
| موشويو 22'، 87' · بارتلت 46' |     |      |

| زامبيا                | 2–4 | تونس                                            |
| --------------------- | --- | ----------------------------------------------- |
| لوتا 68' · ماكاسا 90' |     | السليمي 16'، 85' (ركل.) · بية 20' · الغضبان 47' |

### مباراة المركز الثالث
| غانا | 0–1 | زامبيا            |
| ---- | --- | ----------------- |
|      |     | جونسون بواليا 51' |

### النهائي
| جنوب إفريقيا     | 2–0 | تونس |
| ---------------- | --- | ---- |
| ويليامز 73'، 75' |     |      |

## الفائز
| بطل كأس الأمم الأفريقية 1996  |
| ----------------------------- |
| · جنوب إفريقيا · للمرة الأولى |

## مسجلي الأهداف
5 أهداف
- كالوشا بواليا

4 أهداف
| - جون موشويو | - مارك ويليامز |  |

3 أهداف
| - عبيدي بيليه - أحمد الكاس | - عماد بن يونس | - دينيس لوتا |

هدفين
| - علي مصابيح - كوينزينيو - فرانسوا أومام-بييك | - بريس ماكايا - أنتوني ييبواه - زبير بية | - عادل السليمي - جونسون بواليا - كنيت ماليتولي |

هدف
| - بلال دزيري - طارق لعزيزي - خالد لونيسي - جوني - باولاو - أبو باكاري أويدراوغو - يوسف تراوريه - بوريما زونغو - جورج موييميه - ألفونس تشامي - جويل تييهي - موسى تراوريه | - سمير كمونة - علي ماهر - أوريليان بيكوغو - غي نزينغ - فيليكس أبواغي - تشارلز أكونور - كوامي آيو - ماس سار جونيور - كلفين سيبوي - مانويل بوكوان - محمد كالون - غباساي سيساي | - شون بارتلت - مارك فيش - فيل ماسينغا - عبد القادر بلحسن - الهادي بالرخيصة - قيس الغضبان - ليومبي إسندي - روجيه لوكاكو - إليجاه ليتانا - هيلاري ماكاسا - فينسنت موتالي |

هدف ذاتي
- هيلدر فيسنتي

## فريق المسابقة
حارس المرمى
- شكري الواعر

المدافعون
- ياسر رضوان
- مارك فيش
- إليجاه ليتانا
- إسحاق أساري

لاعبو الوسط
- زبير بية
- حازم إمام
- عبيدي بيليه
- مارك ويليامز

المهاجمون
- كالوشا بواليا
- أنتوني ييبواه

## روابط خارجية
- تفاصيل على RSSSF